# Bianca Cappello

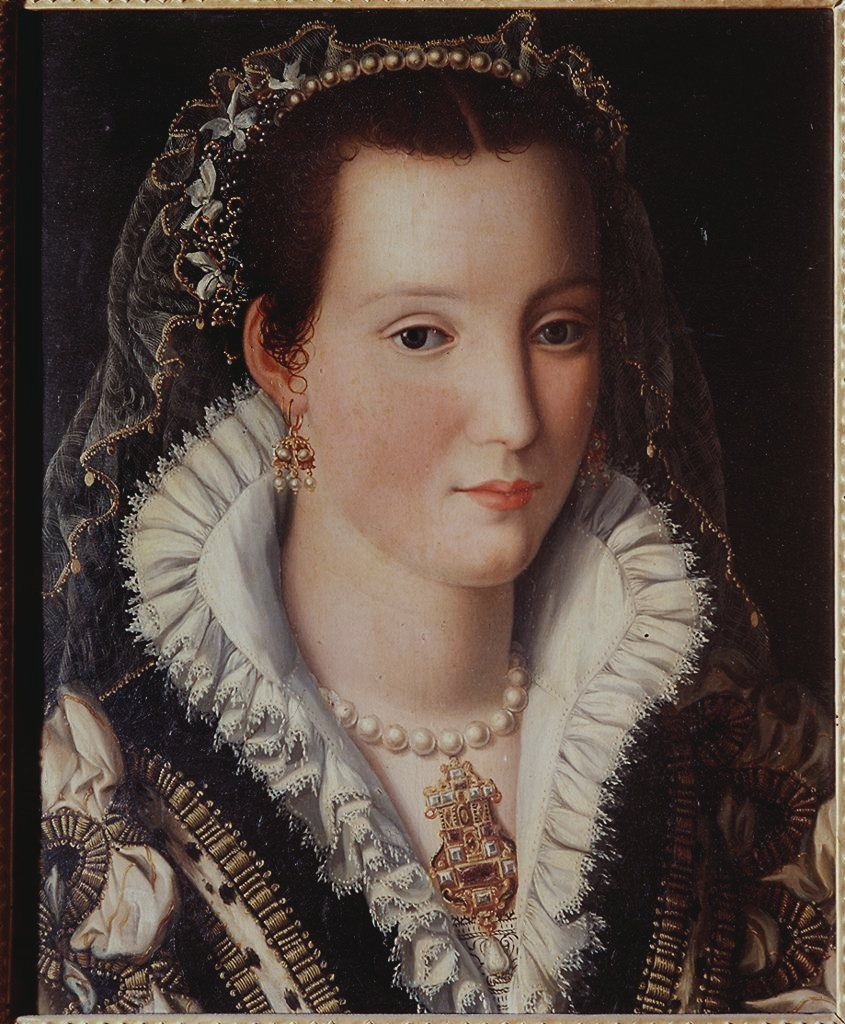
Bianca Cappello

Bianca Cappello (Venecia, 1548-Poggio a Caiano, Prato, 20 de octubre de 1587) fue una gran duquesa consorte de Toscana, amante y luego esposa del gran duque Francisco I de Medici, famosa por haber sido centro de numerosas intrigas y fallecida según algunos autores por envenenamiento un día después que su marido Francisco.

## Biografía
Hija de Pellegrina Morosini y del noble veneciano Bartolomeo Cappello era famosa por su belleza y refinamiento. A los 15 años se casó con el caballero florentino Pietro Bonaventuri, un colaborador del banco de los Salviati, y con él se trasladó a Florencia (1564). El matrimonio se celebró después de que ella se fugara sin saberlo el padre y sin que la moza conociera las posibilidades económicas reales del marido, a quien había encomendado guardar las preciosas joyas de su dote. El gobierno veneciano trató de devolverla a la fuerza, pero la protección del gran duque Cósimo o Cosme I de Medici impidió que la pareja se deshiciera. Tuvieron una hija llamada Pellegrina, como la abuela materna.
En una ocasión imprecisada tuvo la oportunidad de conocer al hijo mayor de Cosme, el futuro Gran Duque Francisco I de Médici, con quien inició una relación amorosa, consentida por el marido. Esta relación continuó después de que Cosme I abdicara y Francisco se convirtiera en Gran Duque de Florencia y se casara con Juana de Habsburgo-Jagellón. A Francisco no le gustaba el carácter de su esposa y estaba resentido con ella porque no había podido darle un heredero varón (le habían nacido seis hijas consecutivamente), mientras que Blanca estaba decepcionada por el modesto nivel de vida que su marido Pietro Bonaventuri le podía proporcionar.
Francisco y Bianca continuaron su relación amorosa sin escrúpulo alguno por sus respectivos cónyuges. El Gran Duque se relacionaba con Bianca sin guardar las apariencias institucionales, haciéndole todo tipo de regalos, joyas y ropa y llegando a exhibir a Bianca ante las damas de su Corte, acallando al marido consentidor con un trabajo como empleado del Gran Ducado. Después ofreció a Bianca un edificio cercanísimo a su Palazzo Pitti, el hoy conocido como Palacio de Bianca Cappello, para que viviera cerca de él, y lo decoró bellamente por medio de artistas de la Corte.
En 1572 fue asesinado en la calle en misteriosas circunstancias el marido de Bianca, Pietro Bonaventuri, seguramente por su vida desordenada. No fueron pocos, sin embargo, los que sospecharon la mano oculta de Francisco tras el suceso. El caso es que el gran duque Francisco, llegado al poder al abdicar su padre en 1564, podía hacer cuanto se le antojara porque su padre había fallecido ya en 1574. Un suceso, sin embargo, vino a perturbar la situación: en 1577 tuvo al fin el esperado hijo varón de su esposa Juana de Habsburgo-Jagellón y lo bautizó con el nombre de Felipe; la situación de Bianca Cappello se volvió entonces más insegura, pero este hijo varón murió en 1582 y las cosas volvieron a como estaban antes. Para prevenir males mayores, Bianca habría intentado hacer pasar a un hijo ilegítimo del Gran Duque y una criada (o de una criada y un hombre desconocido), Antonio de Médici, como hijo suyo y del Gran Duque; pero hoy no es posible saberlo con seguridad. Bianca siempre fue muy popular entre los florentinos, todo lo contrario que entre la familia de su esposo y, por supuesto, su mujer Juana de Habsburgo-Jagellón, quienes muy bien habrían podido haber divulgado estos maliciosos rumores para desacreditarla. 
El peor de los enemigos de Bianca era el hermano de Francisco, el poderoso cardenal Fernando I de Médici. Ella sabía que, sin un heredero varón, a la muerte de Francisco Fernando la haría desterrar de la Corte sin contemplaciones ni escrúpulo alguno.
La verdadera genealogía de Antonio nunca se ha aclarado; de hecho él negoció con Fernando I, hermano de Francisco I y su sucesor, una pensión mensual garantizada a cambio de renunciar a cualquier pretensión dinástica. Los historiadores parecen hoy inclinarse a la hipótesis de un embarazo simulado por Bianca, aunque Francisco legitimó al niño el 19 de octubre de 1583 reconociéndolo como suyo y, por tanto, de hecho, de Bianca
Bianca se convirtió en Gran Duquesa consorte después de que en 1578 Juana de Habsburgo-Jagellón falleciera en el mal parto prematuro de una criatura nacida muerta. Entonces Francisco se casó con ella en secreto, haciendo público su matrimonio sólo en junio de 1579.

## La controversia de la muerte
La felicidad de los esposos no duró, sin embargo: en 1587, tras una cena de caza en la villa medicea de Poggio a Caiano, ambos cayeron enfermos víctimas de unas terribles calenturas. Se habló de tercianas, pero también hubo sospechas de envenenamiento. Francisco falleció primero y Bianca al día siguiente tras once días de agonía, sin saber uno del deceso del otro.
Algunos profesores de la Universidad de Florencia (los toxicólogos Francesco Mari, Elisabetta Bertol Aldo Polettini y la historiadora de la medicina Donatella Lippi) analizaron fragmentos de hígado de Bianca y de Francesco encontrados hace algunos años en la iglesia de Santa María a Bonistallo, tras el descubrimiento de un documento coetáneo que testificaba la autopsia de la pareja enterrada allí. Se encontraron restos de arsénico en cantidades moderadas que suministradas regularmente llevarían a la muerte, pero no fulminante (de ahí la larga agonía). El caso es que Fernando enterró a su hermano en la capilla de los Medici junto a su primera esposa Juana de Austria y negó un funeral de estado a Bianca Cappello. Pero unas investigaciones recientes de la Universidad de Pisa y de la de Turín se inclinan a desacreditar ese estudio, que se hizo en condiciones incorrectas, pudo contaminar las pruebas e ignora que el envenenamiento por arsénico no produce fiebre; además, hallaron restos de proteínas de plasmodium falciparum en los huesos del Gran Duque, por lo que han concluido que la muerte de ambos ilustres esposos se debió simplemente a la modalidad más peligrosa de las fiebres tercianas, la malaria.

## Bianca Cappello en la literatura
La biografía de Bianca Cappello sirvió de inspiración al dramaturgo inglés Thomas Middleton para su tragedia Women Beware Women (1621) y al escritor dieciochesco Antonio Marqués y Espejo para su novela histórica Memorias de Blanca Capello, gran duquesa de Toscana (1803).